# Visto gold
A Autorização de Residência para Atividade de Investimento (ARI), mais conhecida como Visto Gold ou Golden Visa, é uma autorização de residência concedida a nacionais de Estados que não integrem a União Europeia, atribuída mediante a realização de investimento, empresarial ou imobiliário, em território português.
Lista de possíveis investimentos para obter o visto gold
- Transferência de capitais no montante igual ou superior a 1.5 milhões de euros;
- Investimento em fundos de investimento ou capital de risco: Aplicação mínima de €500.000 em fundos direcionados à capitalização de empresas.[3]
- Criação de, pelo menos, 10 postos de trabalho;
- Investimento em investigação científica de valor igual ou superior a 500 mil euros;
- Investimento em produção artística, conservação ou preservação do património cultural de valor igual ou superior a 250 mil euros.

Desde a sua data de início, em outubro de 2012, já foram concedidos mais de 10.000 vistos, sendo chineses e brasileiros as nacionalidades mais representadas.
| Países                    | #Vistos |
| ------------------------- | ------- |
| China                     | 5349    |
| Brasil                    | 1217    |
| Estados Unidos da América | 666     |
| Turquia                   | 579     |
| África do Sul             | 544     |

Criados para promover o investimento e a criação de emprego em Portugal, os vistos gold já foram por diversas vezes criticados. Sendo apontados como esquema de lavagem de dinheiro ou compra de cidadania. Várias pessoas acusadas em casos de corrupção obtiveram vistos gold.
Estima-se que a atribuição de vistos gold tenha trazido 2,5 mil milhões de euros à economia portuguesa, no entanto 2,3 mil milhões de euros teriam sido gastos em aquisição de imóveis. Em 2023, foi anunciado o fim dos visos gold, mantendo-se apenas para fundos de capital de risco.
| Ano  | #Vistos |
| ---- | ------- |
| 2012 | 2       |
| 2013 | 494     |
| 2014 | 1526    |
| 2015 | 766     |
| 2016 | 1414    |

## Benefícios
O beneficiário do Visto Gold tem a possibilidade de:
- Entrar em Portugal sem ser necessário visto de residência;
- Reagrupamento familiar;
- Residir e/ou trabalhar em Portugal, garantindo a presença mínima de 7 dias em Portugal no primeiro ano e de 14 dias nos restantes anos;
- Acesso ao espaço Schengen, sem precisar de visto;
- Pedir Autorização de Residência Permanente segundo a Lei de Estrangeiros (Lei n.º 23/2007, de 4 julho);
- Conhecerem suficientemente a língua portuguesa;
- Pedir nacionalidade portuguesa, por naturalização, mediante o cumprimento dos requisitos necessários na Lei da Nacionalidade (Lei n.º 37/81, de 3 outubro).